# Petra Vlhová
Petra Vlhová (Liptovský Mikuláš, 13. lipnja 1995.), najuspješnija je slovačka alpska skijašica u slovačkoj športskoj povijesti, s 31 pobjeda i 73 postolja u Svjetskom skijaškom kupu te šest osvojenih odličja na svjetskim prvenstvima, od čega dva u juniorskoj i četiri u seniorskoj konkurenciji. Na Olimpijskim igrama mladih 2012. u austrijskom Innsbrucku osvojila je zlatno odličje u slalomu.
Osvajačica je Snježne kraljice 2020. godine, uz dva druga mjesta (2017. i 2019.)
Nastupila je i na Zimskim olimpijskim igrama 2014. i 2018. Najveći uspjeh joj je zlato u slalomu na ZOI 2022. u Kini.